# Рапид (футбольный клуб, Гидигич)
«Рапид» (рум. Rapid Ghidighici) — ныне несуществующий молдавский футбольный клуб из Гидигича. Выступал в Национальном Дивизионе Молдовы. Домашние матчи команда проводила на стадионе «Гидигич», вмещающем 1 500 зрителей. 7 марта 2014 года было официально объявлено о распаде команды.

## Прежние названия
- 1950—1991 — СКА (Кахул)
- 1992—1998 — «СКА-Виктория» (Кахул)
- 1998—1999 — «СКА-Виктория» (Кишинёв)
- 2000—2001 — СКА-АБВ (Кишинёв)
- 2001—2002 — «СКА-Буюкань» (Кишинёв)
- 2002—2003 — «Виктория» (Кишинёв)
- 2003—2005 — «Стяуа» (Кишинёв)
- 2005, по июль — «Виктория» (Ставчены)
- 2005—2006 — «ЦСКА-Агро» (Ставчены)
- 2006—2007 — ЦСКА (Кишинёв)
- 2007—2008 — «ЦСКА-Стяуа» (Кишинёв)
- 2008—2011 — «ЦСКА-Рапид» (Кишинёв), после слияния с ФК «Рапид» Гидигич
- 2011—2014 — «Рапид» (Гидигич)

## Достижения
- Победитель Дивизиона «Б» (Центр): 1993/94
- Финалист Кубка Молдовы: 2012